# Kukułka Russowa
Kukułka Russowa, stoplamek Russowa, storczyk Russowa (Dactylorhiza russowii) — gatunek byliny z rodziny storczykowatych (Orchidaceae). Występuje od Niemiec na zachodzie po Syberię na wschodzie. 

## Biologia i ekologia
Bylina, geofit. Rośnie na podmokłych łąkach i na torfowiskach. Kwitnie od czerwca do lipca.

## Zagrożenia i ochrona
Gatunek objęty w Polsce ochroną ścisłą.
Roślina umieszczona na Czerwonej liście roślin i grzybów Polski w grupie gatunków narażonych na wyginięcie (kategoria zagrożenia V).